# Quei temerari sulle macchine volanti
Quei temerari sulle macchine volanti (Those Magnificent Men in Their Flying Machines or How I Flew from London to Paris in 25 hours 11 minutes) è un film del 1965 diretto da Ken Annakin.
La pellicola è interpretata da noti attori di varie nazionalità tra i quali Alberto Sordi, Terry-Thomas, Gert Fröbe, Robert Morley e James Fox.

## Trama
Un breve riassunto della storia dell'Uomo mostra i vari tentativi (in genere fallimentari) del genere umano di volare, dalla preistoria all'epoca attuale (anni 60 del XX secolo).
Nel 1910, il magnate britannico della stampa Lord Rawnsley organizza, dietro suggerimento del giovane Richard Mays (spasimante di sua figlia Patricia e pilota dilettante), una pionieristica gara d'aviazione da Londra a Parigi, in tre tappe, alla quale parteciperanno concorrenti da tutto il mondo; l'idea è un modo per Mays di avvicinarsi al futuro suocero, ottenere l'affetto di Patricia e sostenere la sua causa: egli è un ufficiale del British Army in un periodo in cui gli alti comandi non avevano grande considerazione per le possibiltà offerte dall'aviazione (il primo servizio militare aereo britannico, il Royal Flying Corps, sarà fondato solo nel 1912), e spera così di dare una spinta alla propria carriera. Dal canto suo, Rawnsley rivendica con i media l'idea come sua, usando come slogan la giustificazione patriottica di Mays: se qualcuno deve farlo per primo, è bene che sia un inglese!
Tra i partecipanti ci sono lo stesso Mays, il conte italiano Emilio Ponticelli (appassionato di volo sostenuto nell'impresa dal suo re), l'aviatore e donnaiolo francese Pierre Dubois, l'inventore statunitense Orvil Newton, l'ufficiale dell'Impero Germanico Manfred von Holstein, lo scozzese MacDougal, l'ufficiale militare giapponese Yamamoto e, con grande disprezzo misto a disinteresse da parte di Lord Rawnsley, il suo vicino sir Percy Ware-Armitage, un nobile arrogante e presuntuoso (nonché imbroglione, che saboterà alcuni velivoli per sfoltire i concorrenti, con la complicità riluttante del proprio maggiordomo Courtney).
Anche Patricia Rawnsley è una grande appassionata del volo, ma le idee retrograde del padre le impediscono di salire anche per sbaglio su un aereo; la ragazza è anche una suffragetta convinta e vorrebbe volare ad ogni costo; questo mette il giovane ufficiale Mays in una posizione delicata.
Lord Rawnsley ha messo a disposizione dei partecipanti la pista automobilistica di Brookley, riconvertita alla meglio come campo d'aviazione; durante le fasi preparatorie avvengono incidenti e imprevisti di ogni tipo, dovuti sia ai mezzi ancora iniziali per effettuare i voli, sia ad incomprensioni culturali (il conte Ponticelli che saluta piuttosto rumorosamente Rawnsley con tutta la numerosa famiglia) e rivalità nazionalistiche (in particolare tra il francese Dubois e il colonnello tedesco von Holstein). Patricia Rawnsley fa amicizia con l'irriverente Orvil che la porta in volo; questo scatena la gelosia di Richard Mays e la furia di Lord Rawnsley, che espellerà Orvil dalla gara, salvo poi riammetterlo su richiesta pressante di Patricia.
La sera prima della gara, sir Percy ne approfitta per sabotare gli aerei di Yamamoto e Orvil, oltre a preparare un lassativo per Yamamoto; la bevanda però finirà al concorrente tedesco, il tenente Rumpelstrosse; il giorno dopo Holstein sarà costretto a prenderne il posto (pur sapendo poco o niente di aerei).
Durante la prima tappa, i primi concorrenti escono dalla gara (alcuni per il sabotaggio di sir Percy), ma gli altri arriveranno a Dover; lì passano la notte, tutti tranne Percy Ware-Armitage che scorrettamente fa traghettare l’aereo in barca durante la notte, pagando però l’inganno all’arrivo oltre la Manica; l’entusiasmo degli ignari spettatori francesi lo blocca per ore, annullando il suo vantaggio. La mattina, i restanti piloti traversano la Manica, ma molti (compreso Von Holstein) precipitano in mare; a raggiungere Calais e proseguire verso Parigi sono solo 4: Richard Mays, Pierre Dubois, Emilio Ponticelli e Orvil Newton. Armitage rimane incastrato tra due vagoni di un treno a causa del fumo della locomotiva che impedisce la visuale, e il suo aereo è distrutto quando il treno imbocca un tunnel. A Parigi arrivano Mays, Newton e Ponticelli; mentre sorvolano la Senna, Ponticelli prede quota e rischia di schiantarsi, ma Newton lo vede e riesce ad avvicinarsi e farlo salire sul suo aereo; questo però gli fa perdere la prima posizione, presa da Mays; vinta la gara, Mays si riconcilia con Newton e si congratula per il gesto sportivo verso Ponticelli, che da parte sua rinuncia a volare per sempre (soprattutto per l’insistenza della moglie. Bubois è l’ultimo ad arrivare, tuttavia avrà la consolazione di trovarsi tra le braccia di una bella ragazza (l’ennesima di quelle incontrate durante il film, tutte uguali ma con nomi e nazionalità diverse: Ingrid, Brigitte, Marlene, Françoise, Yvette e Betty).
Patricia risolve il triangolo amoroso tra lei, Richard e Orvil, baciando quest’ultimo; però il loro bacio è interrotto da un forte rumore; in cielo stanno passando alcuni caccia Lightning britannici, e questo riporta la storia al presente; nonostante i moderni progressi della tecnologia, gli aerei hanno ancora imprevisti non risolvibili come la nebbia, e davanti a questo problema un passeggero (interpretato dall’attore Red Skelton, che interpretato anche i molti pionieri del volo nel riassunto iniziale) non trova di meglio che sbattere le ali come un uccello.